# Philip von Krusenstiern
Philip von Krusenstiern, tidigare Crusius, adlad von Kruus, född 1 maj 1597 i Eisleben, död 10 april 1676 i Reval, var en tyskfödd diplomat i holsteinsk, österrikisk och svensk tjänst.

## Biografi

Philip von Krusenstiern.

von Krusenstiern var son till pastorn vid Katharinenstiftet i Eisleben Johannes Crusius och hans hustru Barbara Kreijer. Han studerade i Leipzig, blev senare hovråd hos greven Ernst von Mansfeld och var legat till Albrecht von Wallenstein i Prag 1621. År 1622 trädde han i hertig Fredrik III av Holstein-Gottorps tjänst och blev hertigligt råd. Sedermera hertiglig kommissarie i Nord-Dithmarschen och som sådan flera gånger legat till de kejserliga generalerna, som då befann sig i Holstein. Han gick därefter i kejsar Ferdinand II:s tjänst och blev 1628 i maj kejserlig krigskommissarie i Wilster, Krempe och angränsande marskländer till freden i Lübeck 1629. von Krusenstiern deltog på kejserlig sida i fredsslut i Lübeck 1629. 1630 var han kejsar Ferdinands legat till Italien 1630. Han var Wallensteins legat till hertig Fredrik av Holstein-Gottorp i oktober 1632. Han gick därefter i hertigen av Holstein-Gottorps tjänst igen, och var dennes legat till Axel Oxenstierna i Halle. Han var även hertigens legat till drottning Kristina i Sverige maj 1633.
Krusenstjerna sändes 1633 av hertig Fredrik III av Holstein-Gottorp till Moskva för att utverka fri genomresa till Persien för en beskickning som hertigen ämnade avsända till gagn för sidenhandeln. 1635 blev han en av ledarna för denna beskickning. På hemvägen från Persien kom han i april 1639 till Reval, och stannade där som holsteinsk resident 4 juni 1640. Vid svensk-danska krigets utbrott 1644 gick han i svensk tjänst, och tjänstgjorde utan lön vid estniska guvernementet och borgrätten i Reval samma år. 1648 förordnades han till assistensråd och assessor i borgrätten i Reval.
9 mars 1649 adlades von Krusenstiern under namnet von Kruus, och introducerades 11 februari 1650 på riddarhuset, men översten Lars Jespersson Cruus protesterade mot likheten i deras adliga namn. Istället valdes namnet von Krusenstiern.
von Krusenstiern blev 1651 förste assessor vid borgrätten i Reval, och erhöll 1651 och 1652 donation på sammantaget 25 hemman i Viborgs län. 
Han utsågs till svensk kommissarie vid gränsregleringen mellan Ingermanland och Ryssland 1652–1653. von Krusenstiern blev även kommerciedirektör i Estland och Ingermanland från 1653, och blev borggreve i Narva samma år. 1655 utnämndes han till svenskt hovråd och var samma år legationsråd vid Karl X Gustavs beskickning till Moskva. Han liksom beskickningens övriga medlemmar fängslades av tsaren, men frigavs 1658. Han deltog i stilleståndförhandlingarna mellan Sverige och Ryssland i Vallisaari 1658, och förde avtalet till Karl X Gustav i Danmark.
År 1659 utsågs han till ståthållare i Reval, med avsked 1670. Han dog och begravdes i domkyrkan i samma stad.
von Krusenstiern var även verksam som diktare. Hans mest omfattande verk är Suspiria captivatis Moscoviticae, en samling religiösa dikter han skrev under fångenskapen i Moskva. Den enda av hans skrifter som kommit i tryck är dock en 1642 utgiven försvarsskrift mot en smädeskrift som riktades mot honom från överste Christian Hübner.
von Krusenstiern fick sammanlagt sju barn i sina båda giften. I första giftet med Barbara Voigt fick han Johan Philip von Kruusenstiern, som blev svensk guvernör på Cabo Corso, och i andra giftet med Maria Müller sonen godsägaren Adolf Fredrik von Krusenstiern som blev anfader för alla nu levande grenar av släkterna von Krusenstiern, Krusenstjerna och von Krusenstern.
Krusenstjernas holsteinske sekreteraren Adam Olearius, som följt med på ett par av hans resor, gav ut en detaljerad beskrivning av resan till Moskva 1633–1634 och till Persien 1635–1639, illustrerad med en mängd kopparstick (Moskowitische und persianische reisebeschreibung; 3:e upplagan 1663). 
Själv sammanfattade Krusenstjerna under drottning Kristinas regering ett verk över de i Estland gällande rättsstadgandena (Des fürstenthum Esthen ritter- und landrechte), som följdes vid alla estniska domstolar trots att den inte trycktes förrän 1821. 1648 ordnade han även en översättning till tyska av den svenska lagen , Das swedische land- und stadtrecht. Denna översättning blev förmodligen aldrig tryckt men kom att få en viss inverkan på rättskipningen i Estland.